# Niet-abelse groep
In de groepentheorie, een deelgebied van de wiskunde, is een niet-abelse groep of niet-commutatieve groep een groep {\displaystyle (G,*)}, zodanig dat er ten minste twee elementen {\displaystyle a} en {\displaystyle b} van {\displaystyle G} zijn, waarvoor geldt dat {\displaystyle a*b\neq b*a}. Niet-abels wordt gebruikt om een onderscheid te maken met de abelse groepen, waarin alle elementen van de groep commutatief zijn.
De volgende groepen zijn niet abels:
- De permutatiegroep op drie elementen is een groep die uit zes elementen bestaat. Deze groep is niet commutatief, evenals de permutatiegroepen op meer dan drie elementen. Het is de symmetrische groep S3, die isomorf is met dihedrale groep D3, de symmetriegroep van een gelijkzijdige driehoek.

- De verzameling van alle echte, dat wil zeggen {\displaystyle n>1}, inverteerbare {\displaystyle n\times n}-matrices, voorzien van de matrixvermenigvuldiging, is een groep met als neutraal element de eenheidsmatrix. Deze groep is niet abels, de enige matrices die met alle andere elementen commutatief zijn, zijn de veelvouden van de eenheidsmatrix.

- De groep van de euclidische transformaties van het vlak, is niet abels. De translaties en de rotaties zijn in het algemeen niet commutatief. Merk hierbij op dat de groep van de rotaties en de groep van de translaties alleen wel abels zijn.

Zowel discrete groepen als continue groepen kunnen niet-abelse groepen zijn. De meeste lie-groepen zijn niet commutatief. De lie-groepen worden in de natuurkunde, in de ijktheorie vaak niet-abelse groepen genoemd.